# Ивасюк, Фёдор Тимофеевич
Фёдор Тимофеевич Ивасюк (13 февраля 1908, село Великая Яромирка, ныне Городокский район, Хмельницкая область, Украина — 8 октября 1975, там же) — старшина Красной армии, участник Великой Отечественной войны и полный кавалер ордена Славы.

## Биография
Родился 13 февраля 1908 года в селе Великая Яромирка (ныне Городокский район, Хмельницкая область, Украина) в семье крестьянина. После окончания 4 классов работал сначала в домашнем хозяйстве, а затем в колхозе.
15 марта 1944 года был призван в Красную армию. Участвовал в боях Великой Отечественной войны с мая (по другим данным с апреля) 1944 года. За время войны был дважды ранен. 13 сентября того же года во время боя вблизи села Чашин (Подкарпатское воеводство, Польша) Ивасюк обеспечил бесперебойную связь наблюдательного и командных пунктов. 29 сентября 1944 года был награжден медалью «За отвагу».
30 октября 1944 года близ села Ботфалва (Ужгородский район, Закарпатская область, Украина) Фёдор Ивасюк был ранен, но продолжал обслуживать линии связи до окончания боя. 28 ноября 1944 года был награжден орденом Славы 3-й степени.
После возвращения из госпиталя Фёдор Ивасюк поступил в состав 827-го стрелкового пока 302-й стрелковой дивизии. 6 мая 1945 года во время боя за Штернберк (Оломоуцкий край, Чехия) Ивасюк уничтожил шестерых солдат Вермахта, а ещё троих — взял в плен. В ходе дальнейших боев Фёдор Тимофеевич уничтожил пятерых солдат противника и двоих взял в плен. Во время боя получил ранение и был эвакуирован в госпиталь. Командиром полка был представлен для награждения орденом Красной Звезды, но командир дивизии представил его к награждению орденом Отечественной войны 2-й степени. Несмотря на это, 25 мая 1945 года был вновь награжден орденом Славы 3-й степени.
Согласно решению командующего 60-й армией Павла Алексеевича Курочкина, все раненые военнослужащие, находящиеся в госпитале, были представлены к наградам. Фёдор Ивасюк был представлен к медали «За боевые заслуги», но 15 мая 1945 года был в третий раз награжден орденом Славы 3-й степени. Наконец, 31 марта 1956 года его перенаградили орденами Славы 1-й и 2-й степеней — так что Ивасюк стал полным кавалером.
Демобилизовался в октябре 1945 года. Вернулся в село Великая Яромирка, где продолжил работать в колхозе. Скончался 8 октября 1975 года.

## Награды
Фёдор Тимофеевич Ивасюк был награжден следующими наградами:
- Орден Славы 1-й степени (31 марта 1956 — № 2395)[2][1];
- Орден Славы 2-й степени (31 марта 1956 — № 34680)[2][1];
- 3 ордена Славы 3-й степени (28 ноября 1944 — № 706022; 15 мая 1945 — перенагражден и 25 мая 1945 — перенагражден)[2][1][3][4];
- Медаль «За отвагу» (25 сентября 1944)[1][2][5];
- также ряд прочих медалей[1][2].